# Tiro ai Giochi della XXXIII Olimpiade - Carabina 50 metri 3 posizioni maschile
La gara di carabina 50 metri 3 posizioni maschile ai Giochi della XXXIII Olimpiade di Parigi si è svolta dal 31 luglio al 1° agosto 2024 presso il poligono di tiro di Châteauroux. Hanno preso parte alla competizione 44 tiratori in rappresentanza di 30 nazioni.
La competizione è stata vinta dal tiratore cinese Liu Yukun, mentre l'ucraino Serhij Kuliš e l'indiano Swapnil Kusale hanno ottenuto rispettivamente l'argento e il bronzo.

## Record
Prima della competizione, il record del mondo e il record olimpico nella specialità carabina 50 metri 3 posizioni maschile erano i seguenti:
| Record qualificazioni | Record qualificazioni                                   | Record qualificazioni                                   | Record qualificazioni                                   |
| --------------------- | ------------------------------------------------------- | ------------------------------------------------------- | ------------------------------------------------------- |
| Record mondiale       | 597                                                     | Du Linshu Cina                                          | 1º novembre 2023 Changwon, Corea del Sud                |
| Record mondiale       | 597                                                     | Liu Yukun Cina                                          | 6 giugno 2024 Monaco, Germania                          |
| Record olimpico       | Non stabilito: l'ISSF ha cambiato regolamento l'8.05.23 | Non stabilito: l'ISSF ha cambiato regolamento l'8.05.23 | Non stabilito: l'ISSF ha cambiato regolamento l'8.05.23 |
| Record finali         |                                                         |                                                         |                                                         |
| Record mondiale       | 468,9                                                   | Liu Yukun Cina                                          | 11 maggio 2024 Baku, Azerbaigian                        |
| Record olimpico       | 466                                                     | Zhang Changhong Cina                                    | 2 agosto 2021 Tokyo, Giappone                           |

## Programma
| Data           | Ora (UTC+2) | Evento         |
| -------------- | ----------- | -------------- |
| 31 luglio 2024 | 09:00       | Qualificazioni |
| 1º agosto 2024 | 09:30       | Finale         |
| Fonte:         |             |                |

## Risultati

### Qualificazioni
| Pos.   | Tiratore                    | Nazione       | Sdraiato | In piedi | In ginocchio | Totale  | Note |
| ------ | --------------------------- | ------------- | -------- | -------- | ------------ | ------- | ---- |
| 1      | Liu Yukun                   | Cina          | 199      | 197      | 198          | 594-38x | Q    |
| 2      | Jon-Hermann Hegg            | Norvegia      | 198      | 198      | 197          | 593-36x | Q    |
| 3      | Serhiy Kulish               | Ucraina       | 199      | 199      | 194          | 592-39x | Q    |
| 4      | Lucas Kryzs                 | Francia       | 199      | 199      | 194          | 592-35x | Q    |
| 5      | Lazar Kovačević             | Serbia        | 199      | 198      | 195          | 592-33x | Q    |
| 6      | Tomasz Bartnik              | Polonia       | 195      | 199      | 197          | 591-40x | Q    |
| 7      | Swapnil Kusale              | India         | 198      | 197      | 195          | 590-38x | Q    |
| 8      | Jiří Přívratský             | Rep. Ceca     | 195      | 199      | 196          | 590-35x | Q    |
| 9      | Petr Nymburský              | Rep. Ceca     | 196      | 199      | 195          | 590-32x |      |
| 10     | Patrik Jány                 | Slovacchia    | 194      | 199      | 196          | 589-34x |      |
| 11     | Aishwary Pratap Singh Tomar | India         | 197      | 199      | 193          | 589-33x |      |
| 12     | Marcus Madsen               | Svezia        | 198      | 196      | 195          | 589-26x |      |
| 13     | Victor Lindgren             | Svezia        | 197      | 194      | 198          | 589-25x |      |
| 14     | Edoardo Bonazzi             | Italia        | 195      | 197      | 196          | 588-38x |      |
| 15     | Romain Aufrère              | Francia       | 194      | 197      | 197          | 588-34x |      |
| 16     | Du Linshu                   | Cina          | 198      | 198      | 192          | 588-33x |      |
| 17     | Maximilian Ulbrich          | Germania      | 195      | 198      | 195          | 588-25x |      |
| 18     | Islam Satpayev              | Kazakistan    | 196      | 197      | 195          | 588-24x |      |
| 19     | Danilo Sollazzo             | Italia        | 197      | 198      | 192          | 587-33x |      |
| 20     | Ivan Roe                    | Stati Uniti   | 198      | 197      | 192          | 587-32x |      |
| 21     | István Péni                 | Ungheria      | 193      | 200      | 194          | 587-28x |      |
| 22     | Christoph Dürr              | Svizzera      | 196      | 200      | 190          | 586-32x |      |
| 23     | Ole Martin Halvorsen        | Norvegia      | 196      | 200      | 190          | 586-32x |      |
| 24     | Aleksi Leppa                | Finlandia     | 195      | 198      | 193          | 586-31x |      |
| 25     | Konstantin Malinovskiy      | Kazakistan    | 197      | 196      | 193          | 586-29x |      |
| 26     | Miran Maričić               | Croazia       | 194      | 198      | 193          | 585-31x |      |
| 27     | Jack Rossiter               | Australia     | 195      | 199      | 191          | 585-27x |      |
| 28     | Alexander Schmirl           | Austria       | 193      | 199      | 193          | 585-26x |      |
| 29     | Michael Bargeron            | Gran Bretagna | 196      | 197      | 191          | 584-28x |      |
| 30     | Nyantaigiin Bayaraa         | Mongolia      | 194      | 197      | 193          | 584-26x |      |
| 31     | Petar Gorša                 | Croazia       | 195      | 197      | 191          | 583-32x |      |
| 32     | Zalán Pekler                | Ungheria      | 194      | 195      | 193          | 582-32x |      |
| 33     | Naoya Okada                 | Giappone      | 195      | 196      | 191          | 582-26x |      |
| 34     | Dane Sampson                | Australia     | 193      | 197      | 191          | 581-27x |      |
| 35     | Andreas Thum                | Austria       | 191      | 198      | 191          | 580-24x |      |
| 36     | Carlos Quezada              | Messico       | 194      | 195      | 193          | 579-27x |      |
| 37     | Maciej Kowalewicz           | Polonia       | 191      | 197      | 191          | 579-26x |      |
| 38     | Rylan Kissell               | Stati Uniti   | 196      | 192      | 191          | 579-25x |      |
| 39     | Thongphaphum Vongsukdee     | Thailandia    | 194      | 193      | 191          | 578-25x |      |
| 40     | Israel Gutierrez            | El Salvador   | 189      | 197      | 190          | 576-20x |      |
| 41     | Ibrahim Korayiem            | Egitto        | 194      | 196      | 186          | 576-17x |      |
| 42     | Tye Ikeda                   | Canada        | 190      | 195      | 192          | 575-26x |      |
| 43     | Fathur Gustafian            | Indonesia     | 192      | 193      | 189          | 574-19x |      |
| 44     | Park Ha-jun                 | Corea del Sud | 185      | 196      | 191          | 572-23x |      |
| Fonte: |                             |               |          |          |              |         |      |

### Finale
| Pos.    | Tiratore         | Serie        | Serie        | Serie        | Serie    | Serie    | Serie    | Serie    | Serie    | Serie    | Serie    | Serie    | Serie    | Serie    | Totale |
| Pos.    | Tiratore         | In ginocchio | In ginocchio | In ginocchio | Sdraiato | Sdraiato | Sdraiato | In piedi | In piedi | In piedi | In piedi | In piedi | In piedi | In piedi | Totale |
| Pos.    | Tiratore         | 1            | 2            | 3            | 4        | 5        | 6        | 7        | 8        | 9s41     | 9s42     | 9s43     | 9s44     | 9s45     | Totale |
| ------- | ---------------- | ------------ | ------------ | ------------ | -------- | -------- | -------- | -------- | -------- | -------- | -------- | -------- | -------- | -------- | ------ |
| Oro     | Liu Yukun        | 51.3         | 102.9        | 154.0        | 206.9    | 259.2    | 311.5    | 362.8    | 412.5    | 422.9    | 432.6    | 442.8    | 453.7    | 463.6    | 463.6  |
| Argento | Serhiy Kulish    | 50.8         | 102.7        | 153.9        | 206.7    | 258.7    | 311.1    | 361.3    | 412.6    | 423.0    | 432.9    | 442.0    | 451.9    | 461.3    | 461.3  |
| Bronzo  | Swapnil Kusale   | 50.8         | 101.7        | 153.3        | 206.0    | 258.2    | 310.1    | 361.2    | 411.6    | 422.1    | 431.5    | 441.4    | 451.4    | N.D.     | 451.4  |
| 4       | Jiří Přívratský  | 51.3         | 101.5        | 153.5        | 206.4    | 259.2    | 311.0    | 359.7    | 409.5    | 419.9    | 430.4    | 440.7    | N.D.     | N.D.     | 440.7  |
| 5       | Jon-Hermann Hegg | 52.1         | 103.7        | 155.3        | 207.8    | 259.6    | 312.1    | 361.6    | 410.5    | 420.3    | 430.2    | N.D.     | N.D.     | N.D.     | 430.2  |
| 6       | Lucas Kryzs      | 52.3         | 102.1        | 153.7        | 205.6    | 257.5    | 308.8    | 358.5    | 409.0    | 418.9    | N.D.     | N.D.     | N.D.     | N.D.     | 418.9  |
| 7       | Tomasz Bartnik   | 52.0         | 102.1        | 152.9        | 205.5    | 256.8    | 308.8    | 357.9    | 408.8    | N.D.     | N.D.     | N.D.     | N.D.     | N.D.     | 408.8  |
| 8       | Lazar Kovačević  | 49.7         | 101.5        | 152.3        | 204.5    | 257.1    | 307.9    | 357.7    | 407.4    | N.D.     | N.D.     | N.D.     | N.D.     | N.D.     | 407.4  |
| Fonte:  |                  |              |              |              |          |          |          |          |          |          |          |          |          |          |        |